# 25-та піхотна дивізія (США)
25-та піхо́тна диві́зія а́рмії США (англ. 25th Infantry Division (United States) — військове піхотне з'єднання армії США. Заснована 1 жовтня 1941 року. Пунктами постійної дислокації є гарнізони в штатах Гаваї та Аляска. Штаб-квартира дивізії розташована в Шофілд Барракс, Гаваї.
Дивізія має у своєму складі п'ять бригад: дві ударні («Страйкер») — 1-ша та 2-га піхотні бригади, одну піхотну — 3-тя піхотна бригада, одну повітряно-десантну бригаду — 4-та повітряно-десантна бригада та бригаду армійської авіації, а також комплект частин дивізійного підпорядкування.

## Структура дивізії

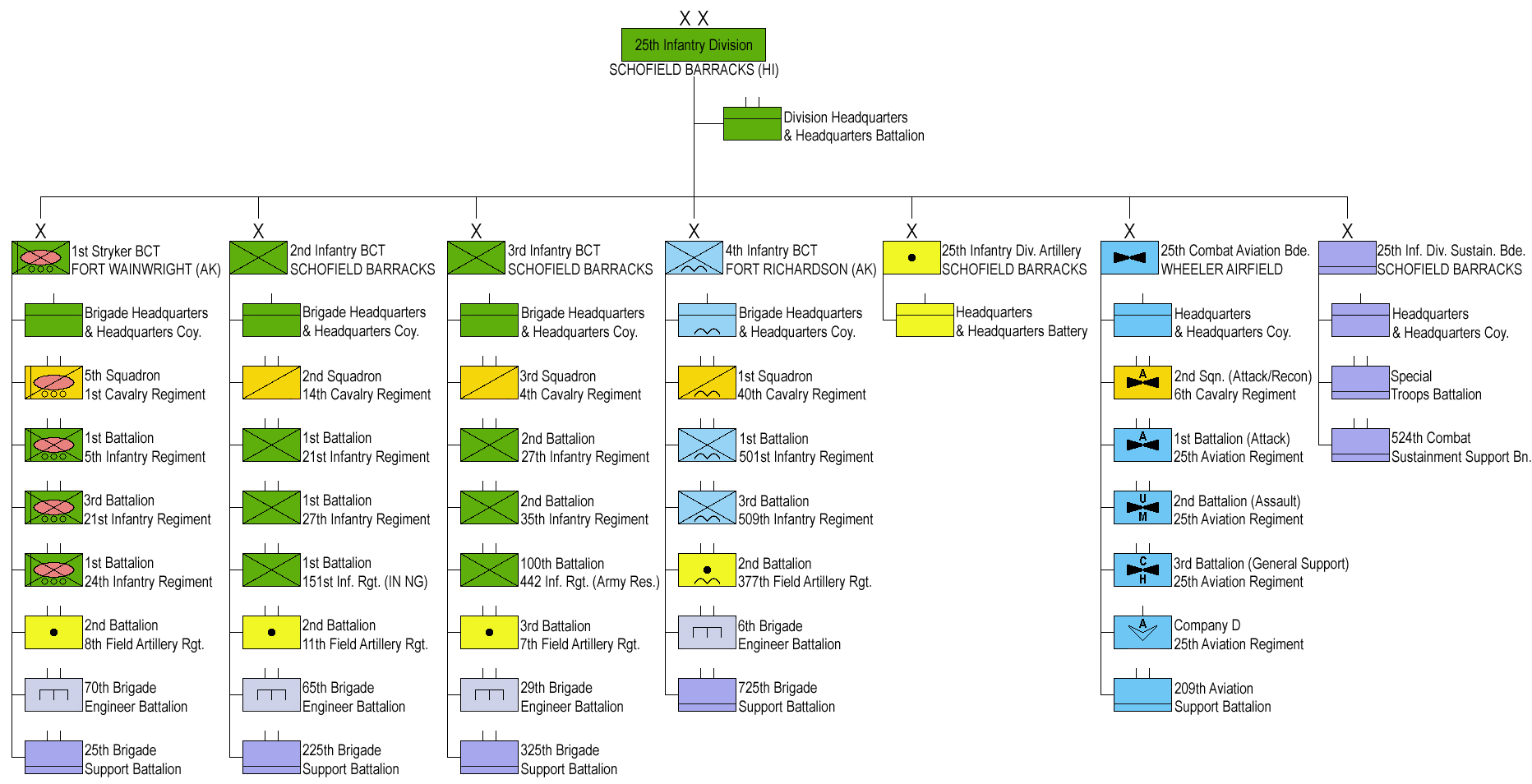
Організаційно-штатна структура 25-ї дивізії